# Brugmansia aurea
Espèce
Synonymes
- Brugmansia affinis (Soff.) Moldenke[2]
- Brugmansia aurea Harrison[2]
- Brugmansia bicolor Pers.[2]
- Brugmansia chlorantha auct.[2]
- Brugmansia lutea auct.[2]
- Datura affinis Saff.[2]
- Datura aurea (Lagerh.) Saff.[3]
- Datura pittieri Saff.[2]
- Datura rosei Saff.[2]
- Datura sanguinea Ruiz & Pav.[2]
- Elisia mutabilis Milano[2]
- Methysticodendron amesianum R.E.Schult.[2]

Statut de conservation UICN

 EW  : Éteint à l'état sauvage
Brugmansia aurea est une espèce de plantes du genre Brugmansia de la famille des Solanaceae.